# Mesochorus anomalus
Mesochorus anomalus là một loài tò vò trong họ Ichneumonidae.